# Sarandi (kommun i Brasilien, Rio Grande do Sul, lat -27,92, long -52,93)
Sarandi är en kommun i Brasilien.   Den ligger i delstaten Rio Grande do Sul, i den södra delen av landet, 1 400 km söder om huvudstaden Brasília. Antalet invånare är 21 312.
Följande samhällen finns i Sarandi:
- Sarandi

Trakten runt Sarandi består till största delen av jordbruksmark. Runt Sarandi är det ganska tätbefolkat, med 67 invånare per kvadratkilometer.